# Kanton Duras
Duras is een voormalig kanton van het Franse departement Lot-et-Garonne. Het kanton maakte deel uit van het arrondissement Marmande. Het werd opgeheven bij decreet van 26 februari 2014, met uitwerking op 22 maart 2015. Alle gemeenten werden opgenomen in het nieuwe kanton Les Coteaux de Guyenne.

## Gemeenten
Het kanton Duras omvatte de volgende gemeenten:
- Auriac-sur-Dropt
- Baleyssagues
- Duras (hoofdplaats)
- Esclottes
- Loubès-Bernac
- Moustier
- Pardaillan
- Saint-Astier
- Sainte-Colombe-de-Duras
- Saint-Jean-de-Duras
- Saint-Sernin
- La Sauvetat-du-Dropt
- Savignac-de-Duras
- Soumensac
- Villeneuve-de-Duras